# (18632) Danielsson
Pour les articles homonymes, voir Danielsson.
(18632) Danielsson est un astéroïde de la ceinture principale.

## Description
(18632) Danielsson est un astéroïde de la ceinture principale. Il fut découvert le 28 février 1998 à La Silla par Claes-Ingvar Lagerkvist. Il présente une orbite caractérisée par un demi-grand axe de 2,93 UA, une excentricité de 0,13 et une inclinaison de 3,8° par rapport à l'écliptique.